# Шварцман, Майя Моисеевна
Ма́йя Моисе́евна Шва́рцман (8 августа 1962, Свердловск — 26 сентября 2019, Гент) — русская писательница, поэтесса, переводчица, эссеист, литературный и музыкальный критик, профессиональный музыкант-исполнитель (скрипка).

## Семья, школьные и студенческие годы в СССР
Родилась в Свердловске (ныне Екатеринбург) в семье инженера Моисея Иосифовича Шварцмана и экономиста Надежды Михайловны Кадер. Училась в Свердловской средней специальной музыкальной школе-десятилетке для одарённых детей по классу скрипки. После окончания школы в 1981 году играла в оркестре Свердловской детской филармонии и поступила в Уральскую государственную консерваторию, которую окончила в 1986 году. Работала как скрипачка в оперной студии консерватории (1982—1990) и в Свердловском театре оперы и балета (1984—1990).

## Эмиграция
В 1990 году переехала в Израиль. Работала в оркестре WIZO, симфоническом оркестре Бат-Яма, оркестре «Андалусия», оркестре «Хазанут». В 2000 году переехала в Бельгию. В 2000—2001 играла в оркестре «I Fiamminghi», в Симфоническом оркестре Фландрии (2001—2014), после 2014 в оркестре Europa Philharmonie и камерном оркестре «Papageno».

Дети: сын Georg Shvartsman (1991—2015), дочь Sacha Vleeshouwers (р. 2004). Муж: Filip Vleeshouwers.

Скончалась после тяжёлой болезни.

## Литературная деятельность
Начала публиковаться в студенческие годы (газета «Вечерний Свердловск», 1984). Первая большая публикация состоялась в 1993 году в журнале «Огонёк» (зав. отделом поэзии журнала и публикатор подборки Майи Шварцман — поэт Григорий Кружков). Стихи публиковались в журналах «Дружба народов», «Крещатик», «Prosōdia», «Интерпоэзия», «Урал» и др. Автор сборников стихов «За окраиной слов» (Гент. — 2011), «Не отзывайся» (Рига, Спб. — 2019), книги прозы «Георгий и Александра» (Екатеринбург. — 2010), детских стихов «Кошкина азбука» (Гент: Библиотека альманаха «Слова, слова, слова». — 2015. — ISBN 978-1-5085-8261-8) и «Стихи для Саши», перевода на русский либретто оперы А.Гретри «Турецкая гробница» («Двое скупых» (1988). Переводила стихи с нидерландского (Гвидо Гезелле, Пол ван Остайен).
- Майя Шварцман. Не отзывайся. Стихи. Предисловие В. Брайнина-Пассека. — Рига: Dzeinieku klubs Stihi.lv, СПб.: АураИнфо. — 2019. — 395 c. (Книга издана в качестве приза постоянному автору портала Stihi.lv и многократному победителю Международных литературных конкурсов, проводимых на портале Stihi.lv)[11].

 В. Брайнин-Пассек:  
Очевидные достоинства её стихов — ясность мысли, пластичность образов, точность в средствах выражения — нечастый гость среди сегодняшнего изобилия внешне грамотных стихов, никак не задевающих душу. Стихи Майи Шварцман — это прежде всего эманация интересной, богатой, достойной личности. Это благородная эманация — скромная, не кричащая, но очень высокого качества.
Валентин Емелин:
Много лет назад, покидая СССР, Майя сумела взять с собой в ковчег самое ценное — язык, который она сохранила и выпестовала в эмиграции. Она владела им в совершенстве и пользовалась, словно тонким инструментом. Настраивала книгу, подобно своей скрипке — ни малейшей фальши, идеальное звучание. У неё был какой-то внутренний камертон — выверяла каждую строчку, каждый знак.
Михаэль Шерб:
Профессиональный класс автора проявляется в длинных формах. У новичка неизбежно не хватит дыхания на сотни строчек. Опубликованная в журнале «Урал» (номер 7, 2016) поэма «Крысолов», тот же «Реквием», многочисленные пока не опубликованные поэмы — яркие примеры не только таланта, но и версификаторского мастерства Майи.
Сергей Слепухин:
Поэтический цикл «Реквием» — удивительная удача автора, вершина «материнской» лирики Шварцман. В нём нет страха смерти — наоборот, царит настроение просветленности, добра и любви. Стихи написаны ярко, страстно, динамически интонационно и пленяют мелодией — скромной, мягкой, гибкой. Лирика Майи Шварцман необычайно светла и согрета трогательным проникновенным чувством. Это глубокие стихи о смысле человеческой жизни, о смерти и вечном покое.
Даниил Чкония:
Майя Шварцман — поэт долгого дыхания. Её стихи создают эпическую картину жизни, воплощая весь драматизм этой жизни. Под пером автора обретают свойства поэзии бытовые сценки, картинки житейского бытования, а рядом — мощная распахнутость далей и холмов. Исторический сюжет наполняется интонацией лирического признания, вписывая частную человеческую жизнь в большой контекст времени, о котором повествует автор. Впрочем, о каком бы времени ни писала Шварцман — это всегда о живом и настоящем.
Литературная премия имени Майи Шварцман учреждена 18 апреля 2020 года. Премия вручается в рамках ежегодно проводимых на портале Stihi.lv Международных литературных конкурсов.

## Критическая деятельность
С 2011 по 2016 гг. — автор более 80 музыкальных статей, рецензий и интервью.
Автор рецензий на поэтические публикации и интервью с поэтами. Автор биографических статей, эссе о писателях и о литературном процессе.